# Gaëlle Baumann
Gaëlle Baumann (* 26. April 1983 in Straßburg) ist eine professionelle französische Pokerspielerin.

## Persönliches
Baumann studierte Englisch an der University of Western Australia in Perth und machte darin einen Bachelor- sowie Masterabschluss. Sie lebte eine Zeit auf Malta und in London. Inzwischen ist sie Mutter eines Kindes und lebt in Ashford.

## Pokerkarriere
Baumann begann im Jahr 2007 mit Poker und erzielte Ende April 2011 in Cannes ihre erste Geldplatzierung bei einem Live-Turnier. Ende April 2012 erreichte sie zum ersten Mal beim Main Event der European Poker Tour die Geldränge und belegte in Monte-Carlo den 75. Platz für 15.000 Euro Preisgeld. Im Sommer 2012 war Baumann erstmals bei der World Series of Poker (WSOP) im Rio All-Suite Hotel and Casino am Las Vegas Strip erfolgreich und kam zunächst bei einem Turnier in der Variante No Limit Hold’em sowie bei der Ladies Championship ins Geld. Anschließend spielte sie das Main Event, bei dem sie als erste Frau überhaupt den dritten Turniertag als Chipleaderin begann. Nach vier weiteren Tagen verpasste sie den Finaltisch nur knapp und beendete das Event als beste Frau auf dem zehnten Platz für ein Preisgeld in Höhe von rund 600.000 US-Dollar. Bei der World Series of Poker Europe in Cannes belegte sie im Oktober 2013 im Ladies Event den siebten Platz und erhielt 3200 Euro. Bei der WSOP 2016 war Baumann erneut die letzte Frau im Main Event und landete auf dem mit rund 50.000 US-Dollar dotierten 102. Platz.
Insgesamt hat sich Baumann mit Poker bei Live-Turnieren knapp 1,5 Millionen US-Dollar erspielt. Sie wird vom französischen Onlinepokerraum Winamax gesponsert, bei dem sie unter dem Nickname O RLY spielt.